# Carry On (album de Crosby, Stills & Nash)
 (février 2018).
Si vous disposez d'ouvrages ou d'articles de référence ou si vous connaissez des sites web de qualité traitant du thème abordé ici, merci de compléter l'article en donnant les références utiles à sa vérifiabilité et en les liant à la section « Notes et références ».
 (février 2018).
Pour les articles homonymes, voir Carry On.
Carry On est une compilation de morceaux du groupe de musique pop Crosby, Stills & Nash, publiée par Atlantic Records en 1991.

## Description
Ce double-album est un condensé du coffret de quatre disques compacts, titré CSN, sorti deux mois auparavant aux États-Unis et au Royaume-Uni. Il reprend des extraits de leur catalogue d'enregistrements s'étendant de 1968 à 1990, mais aussi des chansons du duo Crosby & Nash, de Manassas, et de chacun des membres du groupe en solo.
Il est réédité le 30 juin 1998 sur le label WEA International.

## Contenu
Cette compilation comporte des succès et des inédits (13 au total). Neuf contiennent les 40 meilleurs morceaux du groupe du Billboard Hot 100. L'ancien partenaire du groupe, Neil Young, apparaît sur huit titres, dont ses propres chansons Helpless et Ohio. Le matériel inédit comprend des enregistrements en studio du quatuor au complet Crosby, Stills, Nash and Young : Helplessly Hoping (initialement publié par le trio), Taken at All (initialement par Crosby & Nash) et The Lee Shore (précédemment disponible uniquement en live). Sont présents également la démo de You Don't Have to Cry (premier enregistrement réalisé sous le nom de Crosby, Stills & Nash) et trois morceaux de leur dernier album studio de 1991.
Les titres originaux ont été produits par : David Crosby, Stephen Stills, Graham Nash et Neil Young, avec l'aide de Howard Albert, Ron Albert, Stanley Johnston et Paul Rothchild. Les ingénieurs du son sur les enregistrements originaux sont : Stephen Barncard, Larry Cox, Russ Gary, Don Gooch, Steve Gursky, Bill Halverson, David Hassinger, Andy Johns et Jim Mitchell. Les masters originaux ont été enregistrés dans les studios suivants : Devonshire Sound Studio, Wally Heider Studios, The Record Plant, Rudy Recorders, the Sound Lab, Sunset Sound, Sunwest Studio et Village Recorders à Los Angeles, United Studio à Hollywood, Wally Heider Studios, His Master's Wheels et Rudy Recorders à San Francisco, Criteria Sound Studios à Miami, Island Studios à Londres, et dans la maison de Stephen Stills à Laurel Canyon. Les sélections ont été compilées par : Crosby, Stills, Nash, Gerry Tolman et Yves Beauvais, avec des recherches supplémentaires par Joel Bernstein.

## Musiciens
- David Crosby – chant, guitares, claviers, arrangements de cordes
- Stephen Stills – chant, guitares, basse, claviers, percussions
- Graham Nash – chant, guitares, claviers, percussions, arrangements de cordes

Avec :
- Neil Young – chant, guitares, harmonica, claviers
- Joel Bernstein, Danny Kortchmar, Michael Landau, David Lindley, Michael Stergis, James Taylor – guitares
- Jerry Garcia – guitare pedal steel
- Jack Casady, Tim Drummond, Bob Glaub, Bruce Palmer, George Perry, Greg Reeves, Calvin Samuels, Leland Sklar - basse
- Cyrus Faryar – bouzouki
- Wayne Goodwin – violon
- John Sebastian – harmonica, chœurs
- Richard T. Bear, Joel Bernstein, Craig Doerge, Mike Finnigan, Paul Harris, James Newton Howard – claviers
- Joel Bernstein, Rita Coolidge, Venetta Fields, Priscilla Jones, Clydie King, Sherlie Matthews, Dorothy Morrison, Timothy B. Schmit – chœurs
- Branford Marsalis – saxophone soprano
- Jimmie Haskell, Mike Lewis, Sid Sharp – arrangements de cordes
- Joe Vitale – batterie, percussions, claviers, synthétiseurs, vibraphone, flûte
- John Barbata, Russ Kunkel, Dallas Taylor – batterie
- Michael Fisher, Joe Lala, Efrain Toro, Jeff Whittaker – percussions
- Tony Beard – programmation de la batterie